# 西裝外套

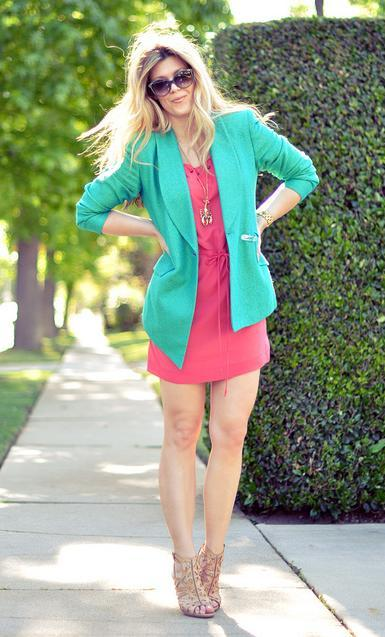
身穿藍綠色西裝外套的婦女

西裝外套（Blazer）是一种类似于西裝外套（Suit Jacket）的夾克，由纯色面料裁剪而成，通常有海军风格的金属纽扣，這是因為西裝外套（blazer）是由海軍制服演變而來。西裝外套（blazer）在正式場合和
休閒場合均可穿著。一些航空公司的员工、学校的学生將西裝外套（blazer）作為制服或校服。

## 外部連結
- 维基共享资源上的相關多媒體資源：西裝外套